# Espanya metróállomás
Espanya egyike a Spanyolországban található barcelonai metró metróállomásainak.

## Nevezetességek az állomás közelében
| Név                                 | Típus            | Koordináta                                               | Kép |
| ----------------------------------- | ---------------- | -------------------------------------------------------- | --- |
| Avinguda de la Reina Maria Cristina | utca             | é. sz. 41,372911°, k. h. 2,150561°41.372911°N 2.150561°E |     |
| Casa Fajol                          | lakóépület       | é. sz. 41,37660°, k. h. 2,15024°41.376600°N 2.150240°E   |     |
| Llobregat–Anoia-vasútvonal          | vasútvonal       | é. sz. 41,374508°, k. h. 2,148494°41.374508°N 2.148494°E |     |
| Palau de la Metal·lúrgia            | pavilion         | é. sz. 41,372598°, k. h. 2,149855°41.372598°N 2.149855°E |     |
| Plaza de toros de las Arenas        | bikaviadal-aréna | é. sz. 41,376288°, k. h. 2,149284°41.376288°N 2.149284°E |     |
| Plaça d'Espanya                     | tér              | é. sz. 41,375038°, k. h. 2,149108°41.375038°N 2.149108°E |     |
| Venetian Towers                     | torony           | é. sz. 41,3740°, k. h. 2,1498°41.374000°N 2.149800°E     |     |

## Metróvonalak
Az állomást az alábbi metróvonalak érintik:
- 1-es metróvonal
- 3-as metróvonal
- Llobregat–Anoia-vasútvonal

## Kapcsolódó állomások
Az állomáshoz az alábbi állomások vannak a legközelebb:
- Hostafrancs (Hospital de Bellvitge, 1-es metróvonal)
- Tarragona (Zona Universitària, 3-as metróvonal)
- Rocafort (Fondo, 1-es metróvonal)
- Poble Sec (Trinitat Nova, 3-as metróvonal)